# Ligier JS2
Der Ligier JS2 war ein Sportwagen, der zwischen 1970 und 1975 von Ligier gebaut wurde. Laut Werksangabe wurden inklusive der Rennversionen 225 Exemplare gebaut.

## Straßenversion
Der JS2 war das Nachfolgemodell des JS1 und wurde im Oktober 1970 beim 57. Pariser Autosalon der Öffentlichkeit vorgestellt. Das Fahrzeug war eine Eigenkonstruktion von Ligier und wurde als Mittelmotor-Straßenwagen mit einem V6-Motor von Ford entwickelt. Der JS2 hatte einen Plattformrahmen aus gepresstem Stahl und eine Polyesterkarosserie. Das Fahrzeug hatte Einzelradaufhängungen an Dreiecksquerlenkern an allen vier Rädern. Vorne kam eine Zahnstangenlenkung hinzu. Der Ford-Motor leistete 140 kW (190 PS) und beschleunigte den Wagen auf maximal 240 km/h. Selbst für damalige Verhältnisse verbrauchte der JS2 mit 24 Litern auf 100 km viel Treibstoff.

## Rennversionen

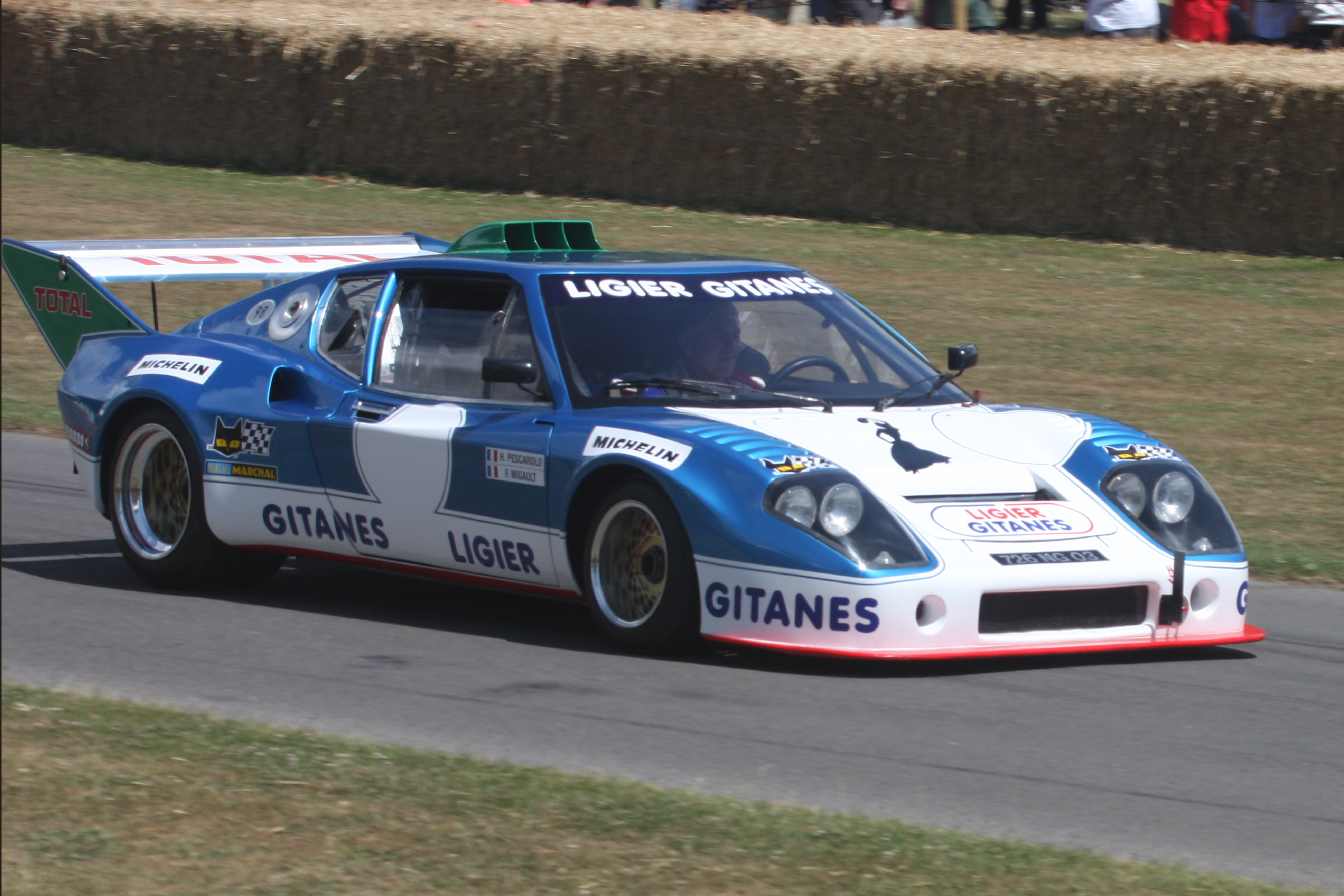
Rennversion des JS2; der Pescarolo/Migault-Einsatzwagen der 24 Stunden von Le Mans 1975

1972 wurde die erste Rennversion für das 24-Stunden-Rennen von Le Mans konstruiert. Als Triebwerk kam ein V6-Motor mit 2,7 Litern Hubraum von Maserati zum Einsatz, der auch schon im Citroën SM Verwendung fand. Dieser ersetzte auch in den Straßenwagen ab 1972 den Ford-Motor. Der Rennmotor hatte eine vierfach gelagerte Kurbelwelle, einen Zylinderkopf mit zwei obenliegenden Nockenwellen und 24 Ventilen (im Unterschied zum Motor in der Straßenversion, der nur 12 Ventile hatte). In Le Mans kamen drei Fahrzeuge zum Einsatz, zwei Werkswagen und ein von Claude Laurent privat eingesetzter Wagen mit einem 3,0-Liter-Motor. Alle drei Rennwagen fielen durch Motorschäden aus, der Werkswagen von Pierre Maublanc und Jacques Laffite hielt bis zur letzten Rennstunde durch.
1973 schaffte der JS2 von Laurent mit dem 19. Rang die erste Zielankunft, die beiden Werkswagen fielen erneut aus. 1974 gab es die erste Zielankunft eines Werkswagens, das Fahrzeug von Laffite und Alain Serpaggi erreichte den neunten Gesamtrang. Bei der Tour de France für Automobile gab es im selben Jahr einen Doppelsieg für die JS2. Es siegte Gérard Larrousse – der sich das Steuer mit Jean-Pierre Nicolas teilte – vor einem zweiten JS2, den Bernard Darniche pilotierte.
Der größte Erfolg des Wagens gelang beim 24-Stunden-Rennen von Le Mans 1975, als sich der Werkswagen mit Jean-Louis Lafosse/Guy Chasseuil am Steuer, ein langes Duell mit den beiden Gulf GR8, gefahren von Jacky Ickx/Derek Bell und Vern Schuppan/Jean-Pierre Jaussaud lieferten. Am Ende mussten sich Lafosse/Chasseuil dem GR8 von Ickx/Bell mit nur einer Runde Rückstand geschlagen geben.
Ende 1975 wurde die Produktion der JS2 eingestellt. Einerseits hatten sich die Pläne, die Produktion des Maserati-Motors in die Fabrikhallen von Ligier zu verlegen, zerschlagen. Dazu kam, dass sich Ligier ab 1976 ganz auf die Formel 1 – das Team war 1975 in die Weltmeisterschaft eingestiegen – konzentrieren wollte.